# Mircea David
Mircea David (Sinaia, 16 ottobre 1914 – Iași, 12 ottobre 1993) è stato un calciatore rumeno, di ruolo portiere.

## Palmarès

### Giocatore

#### Competizioni nazionali
- Campionato rumeno: 2

Venus Bucarest: 1938-1939, 1939-1940